# Cavallino-Treporti
Cavallino-Treporti és un municipi italià, dins de la ciutat metropolitana de Venècia. L'any 2007 tenia 12.897 habitants. Limita amb els municipis de Jesolo i Venècia.

## Administració
| Període | Identitat     | Partit        |
| ------- | ------------- | ------------- |
| 2007-   | Erminio Vanin | Llista cívica |